# Provincia dell'Orhon
La provincia dell'Orhon (in mongolo Орхон аймаг) è una piccola provincia (aimag) del nord della Mongolia.
La sua superficie è di 840 km² e la popolazione complessiva nel 2000 era di 71 525 abitanti.
È stata costituita nel 1994. Fino a questa data il suo territorio era parte della provincia di Bulgan con la quale ora confina per tre lati, mentre ad est confina con la provincia del Sėlėngė.
Il capoluogo è Ėrdėnėt.

## Geografia antropica

### Suddivisioni amministrative
La provincia dell'Orhon è suddivisa nei seguenti distretti (sum):
| Sum                        | Mongolo    | Area (km²) | Pop. (2004) | Pop. (2006) | Pop. (2008) | Pop. (2009) | Densità ab./km² |
| -------------------------- | ---------- | ---------- | ----------- | ----------- | ----------- | ----------- | --------------- |
| Distretto di Bajan-Ôndôr * | Баян-Өндөр | 208        | 80.858      | 83.160      | 86.866      | 88.046      | 423,30          |
| Distretto di Žargalant     | Жаргалант  | 635,6      | 2.733       | 3.125       | 3.009       | 3.166       | 4,98            |

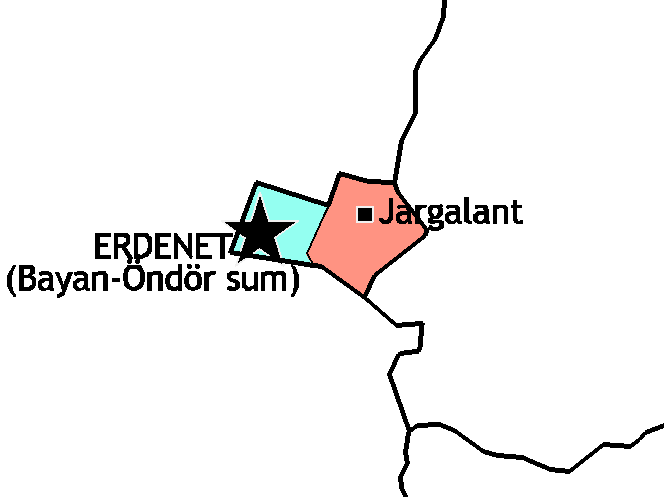
I sum della provincia dell'Orhon (nella traslitterazione anglosassone)

* - incluso il capoluogo della provincia Ėrdėnėt